# يان والاس
يان والاس (بالإنجليزية: Ian Wallace)‏ (23 مايو 1956 غلاسكو المملكة المتحدة - ) هو لاعب كرة قدم بريطاني يلعب كمهاجم.

## روابط خارجية
- يان والاس على موقع الاتحاد الإسكتلندي (الإنجليزية)
- يان والاس على موقع قاعدة بيانات كرة القدم.إي يو (الإنجليزية)
- يان والاس على موقع ناشيونال فوتبول تيمز (الإنجليزية)